# Гюстав Вапер
Ежед Шарл Гюстав Вапер (на френски: Egide Charles Gustave Wappers, 23 август 1803 - 16 декември 1874) е известен белгийски художник.
Вапер е роден в Антверпен на 23 август 1803. Учи в Кралската академия за изящни изкуства в Антверпен и по-късно, през 1826, отива в Париж. По това време романтизмът се заражда във Франция и се води борба между художниците с нови идеи и политиците, които подкрепяли традиционализма, проповядван от художници като Жак-Луи Давид. Вапер е първият белгийски художник, който взема участие в този спор и първата му творба - „Предаността на лайденския кмет“, показана в точния момент, имала огромен успех в Брюкселския салон през 1830, годината, в която започва Белгийската революция. Тази картина, донякъде политическа, е всъщност много важна и променя изключително много стила на фламандските художници.